# 심프슨 대처
심슨 대처(Simpson Thacher & Bartlett LLP)은 미국계 다국적 대형 로펌이다. 2012년 법률시장 개방과 함께 서울 사무소를 개소하였으나 2018년 철수하였다. 2011년 기준 11개의 사무소를 두고 있으며 이중 6개가 외국사무소이다. 835명의 변호사를 고용하고 있다. 컬럼비아 로스쿨 출신 변호사 존 W. 심슨(John W. Simpson), 토머스 대처(Thomas Thacher)와 윌리엄 M. 바넘(William M. Barnum)이 1884년 뉴욕시에서 설립하였다. 뉴욕시에 본사를 두고 있는 심슨 대처는 베이징, 홍콩, 휴스턴, 런던, 로스앤젤레스, 팔로알토, 상파울루, 도쿄, 워싱턴 D.C. 등의 도시에 사무소를 두고 있다. 2018년 서울 사무소를 철수한 이후 한국 관련 업무는 홍콩 사무소에서 하고 있다.

## 참고 문헌
- 심슨 대처, 서울 사무소 개설 계획 발표[깨진 링크(과거 내용 찾기)]